# Аргус малайський
Аргус малайський (Rheinardia nigrescens) — вид куроподібних птахів родини фазанових (Phasianidae). Ендемік Малайзії.

## Поширення
Аргус малайський трапляється лише у вузькій висотній смузі у гірських високих диптерокарпових лісах на східних схилах хребта східного узбережжя Малайського півострова в межах національного парку Таман-Негара та дуже близько навколо нього. За межами національного парку Таман-Негара є записи з гори Рабонг у Келантані і Дунгунського лісового комплексу в Тренгану.
Мешкає у високогірних диптерокарпових лісах та нижньогірських перехідних лісах на пісковикових горах на висоті 680—1400 м, але більшість записів зареєстровано на висоті вище 800 м і нижче 1150 м. Більша частина ареалу лежить у національному парку Таман-Негара, і майже всі записи належать до високих, незрубаних старовікових лісів, що свідчить про те, що він залежить від закритих лісів і, ймовірно, є чутливим до будь-якого рівня рубок.

## Спосіб життя
Це наземні тварини, які харчуються переважно рослинністю, фруктами та безхребетними, але також іноді амфібіями.